# Bài cẩu

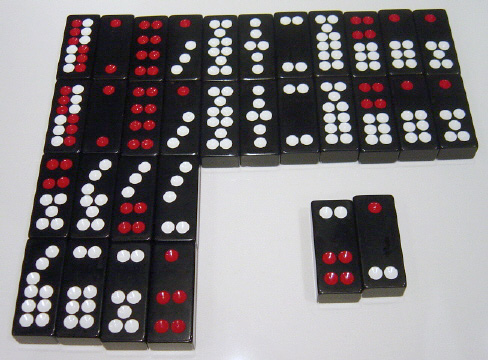
Một bộ domino Trung Quốc. Hàng gạch đôi trên cùng liệt kê mười một cặp khớp nhau, theo giá trị giảm dần từ trái sang phải. Bên dưới chúng là năm cặp không khớp, có giá trị nhỏ hơn các cặp khớp và cũng có giá trị giảm dần từ trái sang phải. Các bộ Gee Joon, phía dưới bên phải, là cặp cao nhất trong tất cả.

Bài cẩu / Bài cửu (tiếng Trung: 牌九; bính âm: pái jiǔ; Việt bính: paai4 gau2) là một trò chơi đánh bạc của Trung Quốc, được chơi với một bộ gồm 32 quân bài định dạng domino. Nó được chơi trong các sòng bạc lớn ở Trung Quốc (bao gồm cả Ma Cao); Hoa Kỳ (bao gồm Boston, Massachusetts; Las Vegas, Nevada; Reno, Nevada; Connecticut; Atlantic City, New Jersey; Pennsylvania; Mississippi; và cardroom ở California); Canada (bao gồm Edmonton, Alberta và Calgary, Alberta); Úc; và, New Zealand.
Cái tên "bài cẩu" đôi khi được sử dụng để chỉ một trò chơi bài gọi là bài cẩu poker (hay xì phé hai tay - một cách chơi poker dựa trên bài cẩu.

## Lịch sử
Bài cẩu là hình thức domino đầu tiên được ghi nhận, có nguồn gốc ở Trung Quốc trước hoặc trong thời nhà Tống.  Nó cũng là tổ tiên của các quân domino phương Tây hiện đại . Tên theo nghĩa đen có nghĩa là "làm chín"   sau ván bài tối đa thông thường và trò chơi ban đầu được mô phỏng theo cả truyền thuyết hư cấu (huyền thoại) của Trung Quốc và tổ chức quân sự ở Trung Quốc vào thời điểm đó (xếp hạng từ một đến chín).

## Quy tắc

### Bắt đầu
Quân được xáo trộn trên bàn và được sắp xếp thành tám ngăn xếp úp xuống của bốn quân xếp thành khung được gọi là đống gỗ. Các khối quân hoặc quân riêng lẻ sau đó có thể được di chuyển theo những cách cụ thể để sắp xếp lại đống gỗ, sau đó người chơi đặt cược.
Tiếp theo, mỗi người chơi (bao gồm cả người chia bài) được chia một chồng quân và phải sử dụng chúng để tạo thành hai tay, mỗi tay gồm 2 quân. Tay có giá trị thấp hơn được gọi là tay trước và tay có giá trị cao hơn được gọi là tay sau. Nếu tay trước của người chơi đánh bại tay trước của nhà cái và tay sau của người chơi đánh bại tay sau của nhà cái, thì người chơi đó sẽ thắng cược. Nếu cả hai tay trước và sau của người chơi đều thua tay của người giao dịch, người chơi sẽ thua cược. Nếu một tay thắng và tay kia thua, người chơi được cho là đẩy (push) và chỉ được lấy lại số tiền mình đặt cược. Thông thường, bảy người chơi sẽ chơi và mỗi tay của người chơi chỉ được so sánh với tay của nhà cái; sự so sánh luôn luôn tương ứng với các tay: so toàn tay trước hoặc toàn tay sau.
Có 35.960 cách có thể để chọn 4 trong số 32 quân trong đó 32 quân được coi là phân biệt. Tuy nhiên, có 3620 bộ quân riêng biệt khi quân của một cặp được coi là không thể phân biệt. Có 496 cách để chọn 2 trong số 32 quân khi 32 quân được coi là phân biệt. Có 136 tay riêng biệt (cặp quân) khi quân của một cặp được coi là không thể phân biệt. 

Đánh giá ba tay cơ bản

### Cách tính điểm cơ bản
Tên "pai gow" (bài cửu) được dịch thành "bài chín". Điều này phản ánh thực tế rằng, với một vài ngoại lệ có điểm cao, điểm tối đa cho một tay là chín. Nếu một bàn tay bao gồm hai ô không tạo thành một cặp, giá trị của nó được xác định bằng cách cộng tổng số nút trên các ô và bỏ hàng chục chữ số (nếu có). Ví dụ:
- 1-3 với 2-3: giá trị 9 (chín nút tổng cộng)
- 2-3 với 5-6: giá trị 6 (16 nút; giảm 10)
- 5-5 với 4-6: giá trị 0 (20 nút; chữ số cuối là 0)

Thiên (trái) và Teen (phải)